# Ішканул
«Ішканул» (ісп. Ixcanul) — гватемальський драматичний фільм, знятий Хайром Бустаманте. Стрічка була показана у головному конкурсі 65-го Берлінського міжнародного кінофестивалю, де отримала приз імені Альфреда Бауера. Фільм був висунутий від Гватемали на премію «Оскар»-2016 у номінації «найкращий фільм іноземною мовою».

## У ролях
- Марія Мерседес Корой — Марія
- Марія Телон — Хуана
- Мануель Мануель Антун — Мануель
- Джусто Лоренцо — Ігнасіо
- Марвін Корой — Ель Пепе

## Визнання
| Нагороди та номінації фільму «Ішканул» | Нагороди та номінації фільму «Ішканул»          | Нагороди та номінації фільму «Ішканул» | Нагороди та номінації фільму «Ішканул» | Нагороди та номінації фільму «Ішканул» | Нагороди та номінації фільму «Ішканул» |
| Рік                                    | Нагорода                                        | Категорія                              | Номінант                               | Результат                              |                                        |
| -------------------------------------- | ----------------------------------------------- | -------------------------------------- | -------------------------------------- | -------------------------------------- | -------------------------------------- |
| 2015                                   | 65-й Берлінський міжнародний кінофестиваль      | «Золотий ведмідь»                      | «Ішканул»                              | Номінація                              |                                        |
| 2015                                   | 65-й Берлінський міжнародний кінофестиваль      | Найкращий дебютний фільм               | «Ішканул»                              | Номінація                              |                                        |
| 2015                                   | 65-й Берлінський міжнародний кінофестиваль      | Приз Альфреда Бауера                   | «Ішканул»                              | Перемога                               |                                        |
| 2015                                   | Єрусалимський міжнародний кінофестиваль         | Приз ФІПРЕССІ                          | «Ішканул»                              | Номінація                              |                                        |
| 2015                                   | Роттердамський міжнародний кінофестиваль        | Найкращий фільм                        | «Ішканул»                              | Номінація                              |                                        |
| 2015                                   | Київський міжнародний кінофестиваль «Молодість» | «Скіфський олень» за найкращий фільм   | «Ішканул»                              | Перемога                               |                                        |
| 2015                                   | Мумбайський кінофестиваль                       | «Золота брама» за найкращий фільм      | «Ішканул»                              | Перемога                               |                                        |
| 2015                                   | Мумбайський кінофестиваль                       | Досягнення в акторській грі            | Марія Телон                            | Спеціальна згадка                      |                                        |